# Weisiopsis nigeriana
Weisiopsis nigeriana är en bladmossart som beskrevs av Richard Henry Zander 1993. Weisiopsis nigeriana ingår i släktet Weisiopsis och familjen Pottiaceae. Inga underarter finns listade i Catalogue of Life.